# شقيقة النعمان

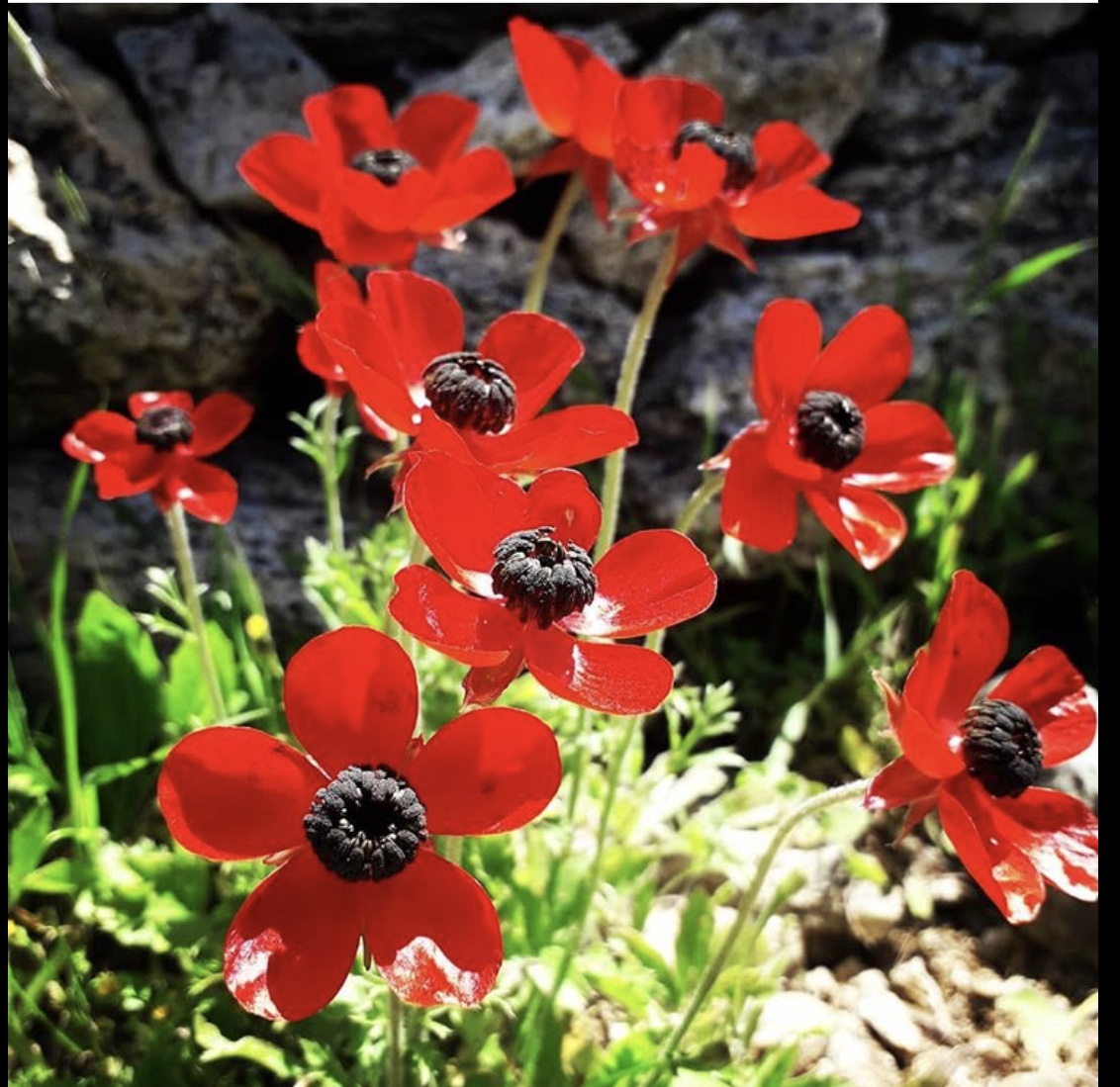
زهرة شقائق النعمان ذات اللون الاحمر

زغليل أو شَقيقة النُّعمان (الجمع: شقائق النعمان)، أو لالة حمراء وتعرف علميّاً باسم الشُقار الإكليلي أو أنيمون (الاسم العلمي: Anemone coronaria) هي زهرة برية حمراء جميلة ارتبطت بالأدب العربي، قيل نبتت على قبر النعمان بن المنذر أشهر ملوك الحيرة عندما داسته الفيلة إذ رفض الخضوع لملك الفرس بتسليم نساء العرب فكانت معركة ذي قار، ولهذا نسبت إليه. تعرف في الأردن وبادية الشام والعراق ولبنان باسم الدحنون أو الدحنونة.

## الموطن الأصلي لنبات شقائق النعمان
الموطن الأصلي للنبات هو في أوروبا وشمال أفريقيا والمناطق المعتدلة في آسيا. وقد وطن هذا النبات في أمريكا الشمالية والجنوبية ويزدهر عادة في الأراضي المزروعة، وعلى جوانب الطرقات ويعرف عادة بأزهاره الجميلة وبشكله المميز.
ينتشر نبات شقائق النعمان في بلاد الشام في معظم مناطق سوريا ولبنان وفلسطين والأردن وبادية الشام بعرعر والجوف شمال المملكة العربية السعودية وخاصة المناطق الجبلية في سوريا-لبنان وجبال القدس والسفوح الشرقية، وللزهرة عدة ألوان بينها البنفسجي والزهري والأحمر والأبيض والقرمزي والقرنفلي والأرجواني.
سُجلت كإحدى النباتات التي لها جذورها التاريخية والثقافية في بلاد الشام، ولها مكانة خاصة في الحضارة العربية والإسلامية والأدب العربي وتضمنتها الكثير من الأشعار والقصص والحكايات الشعبية في بلاد الشام.

## الوصف النباتي
نبات شقائق النعمان عشب حولي ذو ساق رفيعة غضة منتصبة ومتفرعة، وأوراقه متفرعة أيضاً السفلى منها ذات أعناق والعليا منها مغمدة للساق، والأوراق رمحية الشكل حافتيها مفصصة أو تبدو كأنها مقطعة ومسننة. تظهر سويقة الزهرة من آباط الأوراق وهو طويل يحمل أولاً برعماً زهرياً ثم لا يلبث أن يتحول إلى زهرة احادية جميلة لها اربع بتلات وبقعة داكنة في الوسط. ثمرة النبات عبارة عن كبسولة بيضوية الشكل مستديرة القاعدة تحوى عدداً كبيراً من البذور. وجميع أجزاء النبات مغطى بشعيرات بيضاء.

## الاستعمالات الطبية
وتقطف الأزهار في فصل الصيف وهي الجزء المستعمل
المحتويات الكيمائية لأزهار شقائق النعمان: تحتوي على قلويدات أهمها البابا فيرين papaverine والرويادين Rhoeadine والروياجين Rhoeagen وصبغ أحمر يعرف بالآنثوسايانين Anthocyanin ومواد هلامية، وحمض الميكونيك وحمض العفص.
لقد أشار العشاب الأيرلندي كيوغ سنة 1735م إلى أن شقائق النعمان ذات طبيعة مبردة ومنعشة عند الشرب فغلي ما بين 5 إلى 6 زهرات يخفف الألم ويحث على النوم. كما يمكن وضع الأوراق الخضراء على القروح والحبوب والحميات الجلدية الحارقة. وقد نشرت عشبة شقائق النعمان في دستور الأدوية البريطانية لعام 1949م.
تحدث داود الأنطاكي في تذكرته عن شقائق النعمان فقال «إن شرب سكن الوجع وخاصة القولنج ويزيل البرص شرباً وطلاءً، ويخفف من ظلمة العين شرباً واحتمالاً، طبيخه يدر اللبن شرباً والحيض احتمالاً، مسحوقه بقطع الرعاف من وقته وهو مجرب»
إما ابن البيطار في جامعة فقال «إذا مضع النبات اجتذب البلغم، وعصارته تنقي الدماغ من المنخرين وهي تلطف تجلو الآثار الحادثة في العين عن قرحة تنقي الشقائق القروح الوسخة وتقلع وتستأصل العلة التي ينقشر معها الجلد يدر الطمث إذا إحتملته المرأة ويدر اللبن».
أما ديسقوريدس فيقول «النوع البستاني والبراي من شقائق النعمان إذا دقت جذورها وأخرج ماؤها واستنشق نقي الرأس، وإذا مضغت طردت البلغم، وإذا طبخت وتضمد بطلائها ابرأت أورام العين الحارة، ويقلع الجرب المتقرح».
أما عيسى بن علي فيقول «شقائق النعمان إن خلط زهره مع قشور الجوز الرطب صبغ الشعر صبغاً شديد السواد ويقلع القوباء وعصارته تذهب بياض العين ولا سيما أعين الأطفال، إذا اكتحل بماء عصارته سود الحدقة ومنع من ابتداء الماء النازل في العين وقوى حاستها وأحد بصرها».
أما مايقوله الطب الحديث عن استعمالات شقائق النعمان فيقول أن أزهار شقائق النعمان مهدئة معتدلة وتستخدم اليوم شقائق النعمان بشكل رئيسي كمفرج معتدل للألام وكعلاج للسعال المتهيج كما أنه يساعد في خفض فرط النشاط العصبي ويمكن استخدام العشبة أيضاً في علاج الأرق والهيوجيه العامة والسعال والربو ويعطي عادة كشراب.
تستعمل العشبة بكاملها في محلول عادي وذلك بأخذ ملعقة صغيرة من مسحوق العشبة وتوضع على ملء كوب ماء مغلي وتترك لتنقع لمدة عشر دقائق ثم تصفي وتشرب لعلاج الأضطرابات العصبية عند الأطفال ملعقة كبيرة مرتين إلى ثلاث مرات في اليوم. وهناك مستحضرات طبية سائلة مسجلة تستعمل للأضطرابات العصبية عند الكبار.
يمكن صنع شاي مكون من مزيج من الشوفان وشقائق النعمان وعشبة البلسان وزهرة الآلام الحمراء.
بمعدل ملعقة صغيرة من كل نبات وتمزج ثم توضع على ملء كوب ماء مغلي وتترك لتنقع لمدة 15 دقيقة ثم يستعمل من المغلي ملعقة كبيرة إلى ملعقتين قبل النوم للكبار قبل النوم لعلاج الأرق وبعض الأضطرابات العصبية.

## المعرض

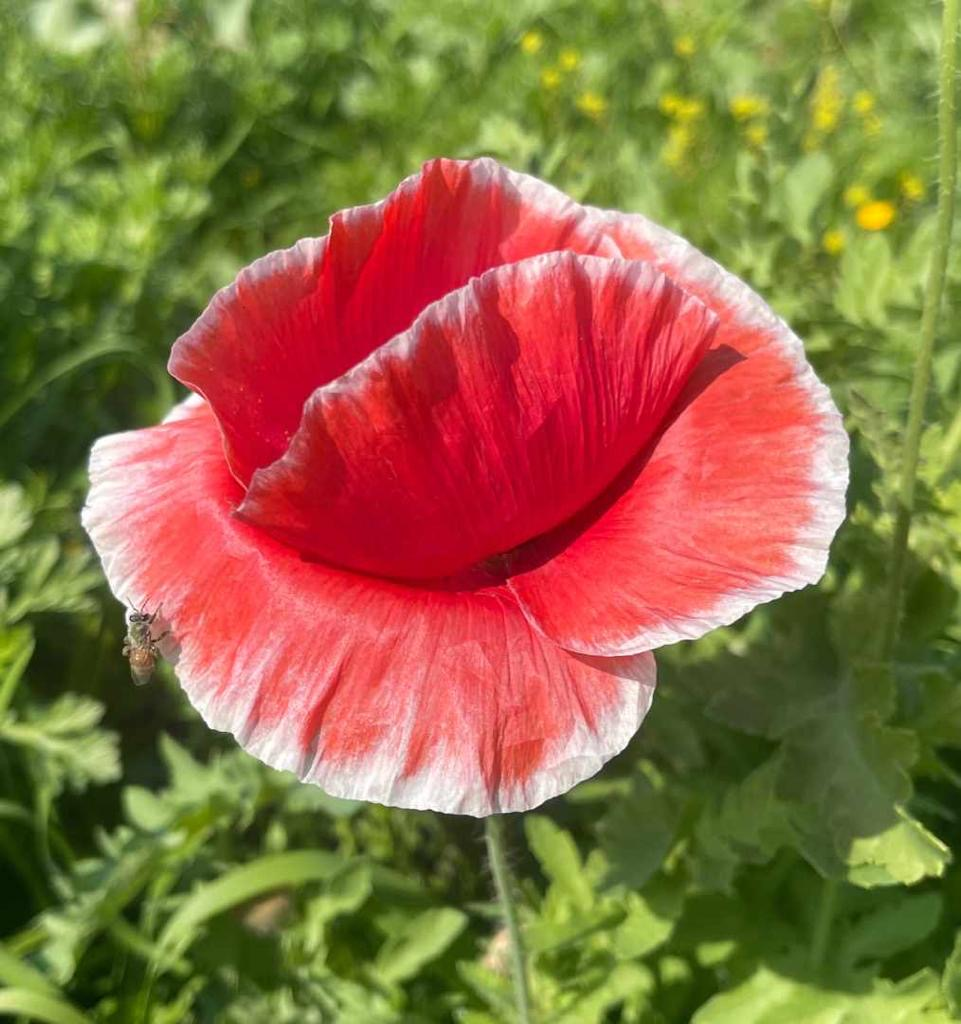
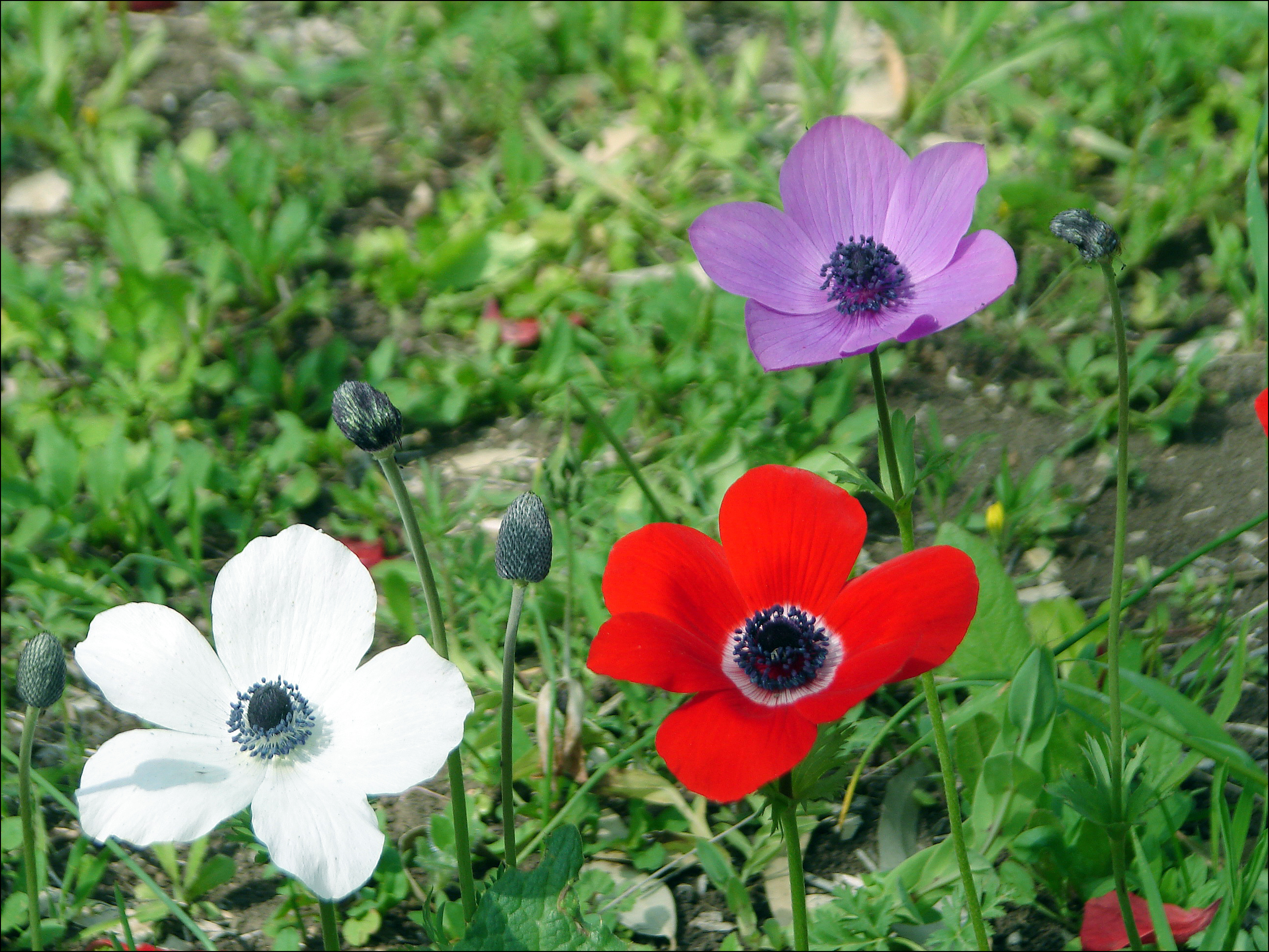
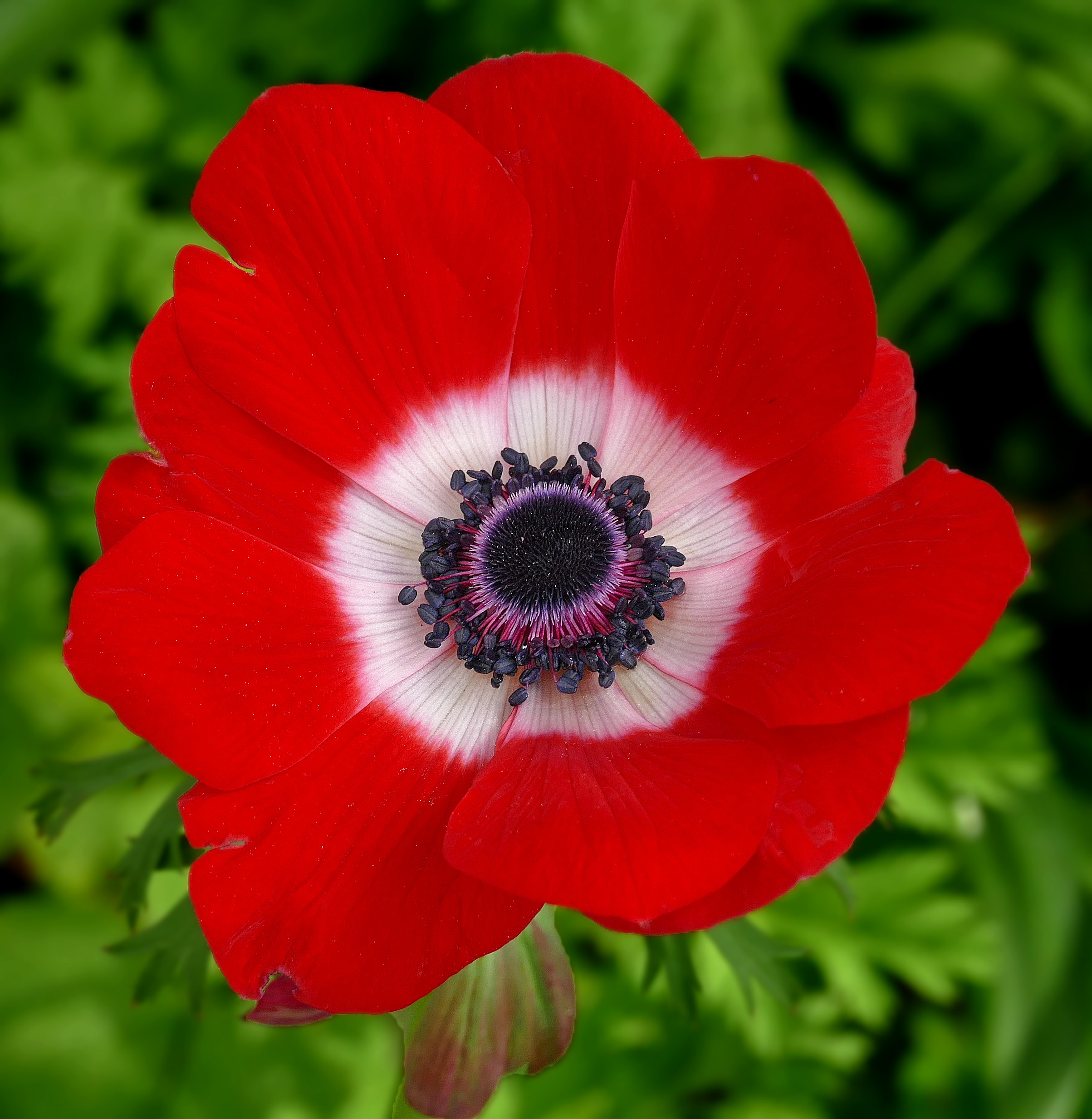
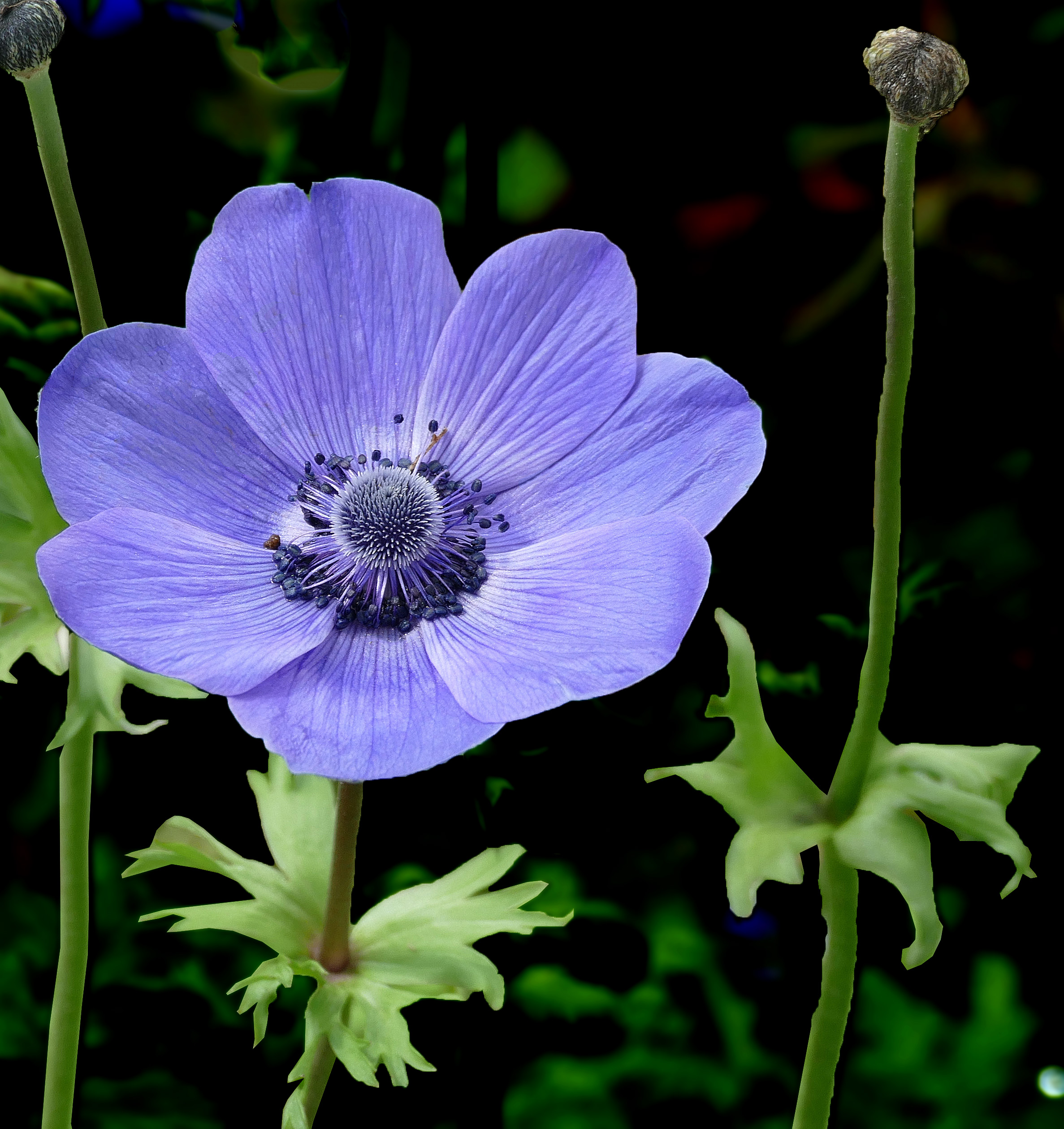
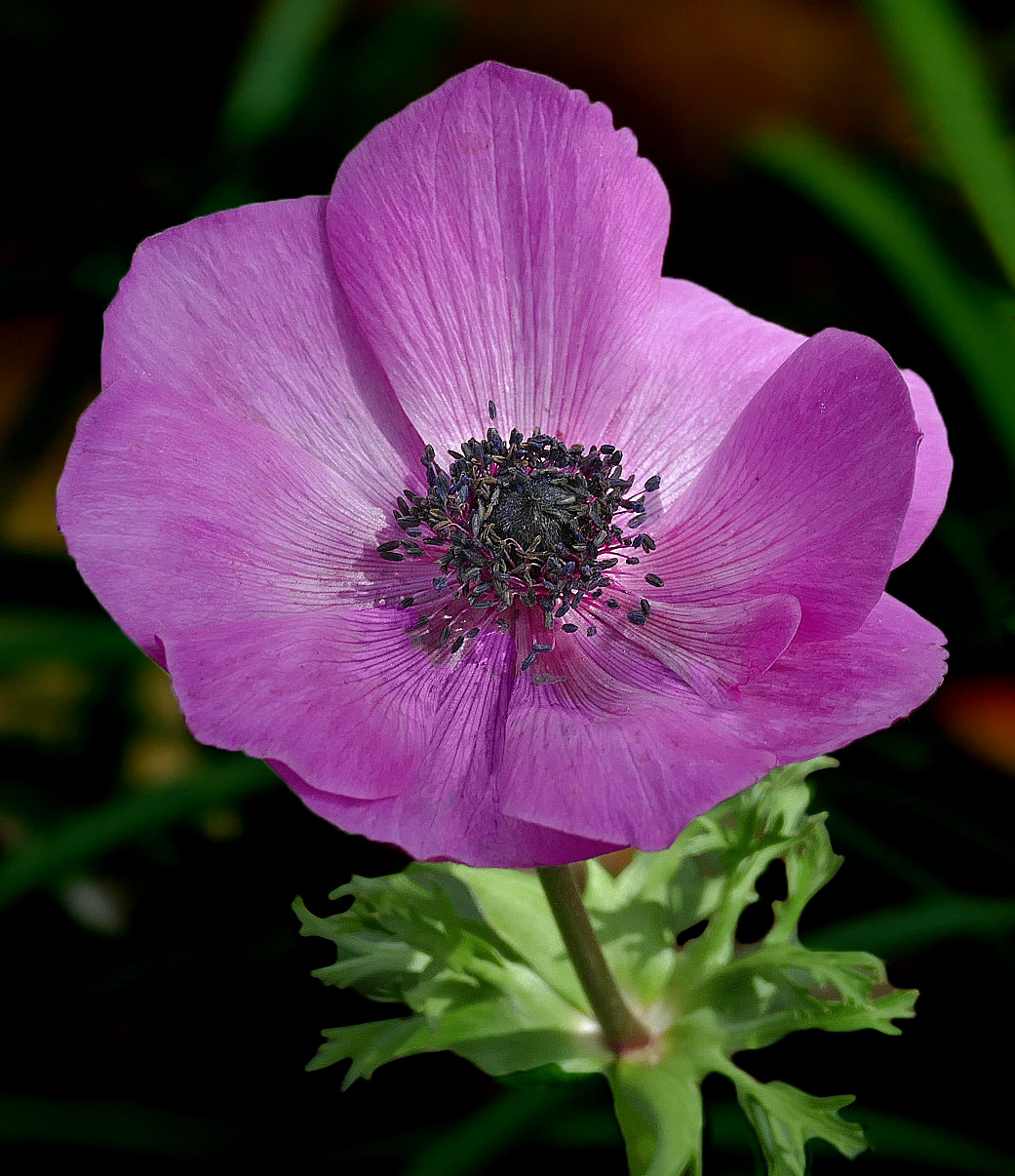
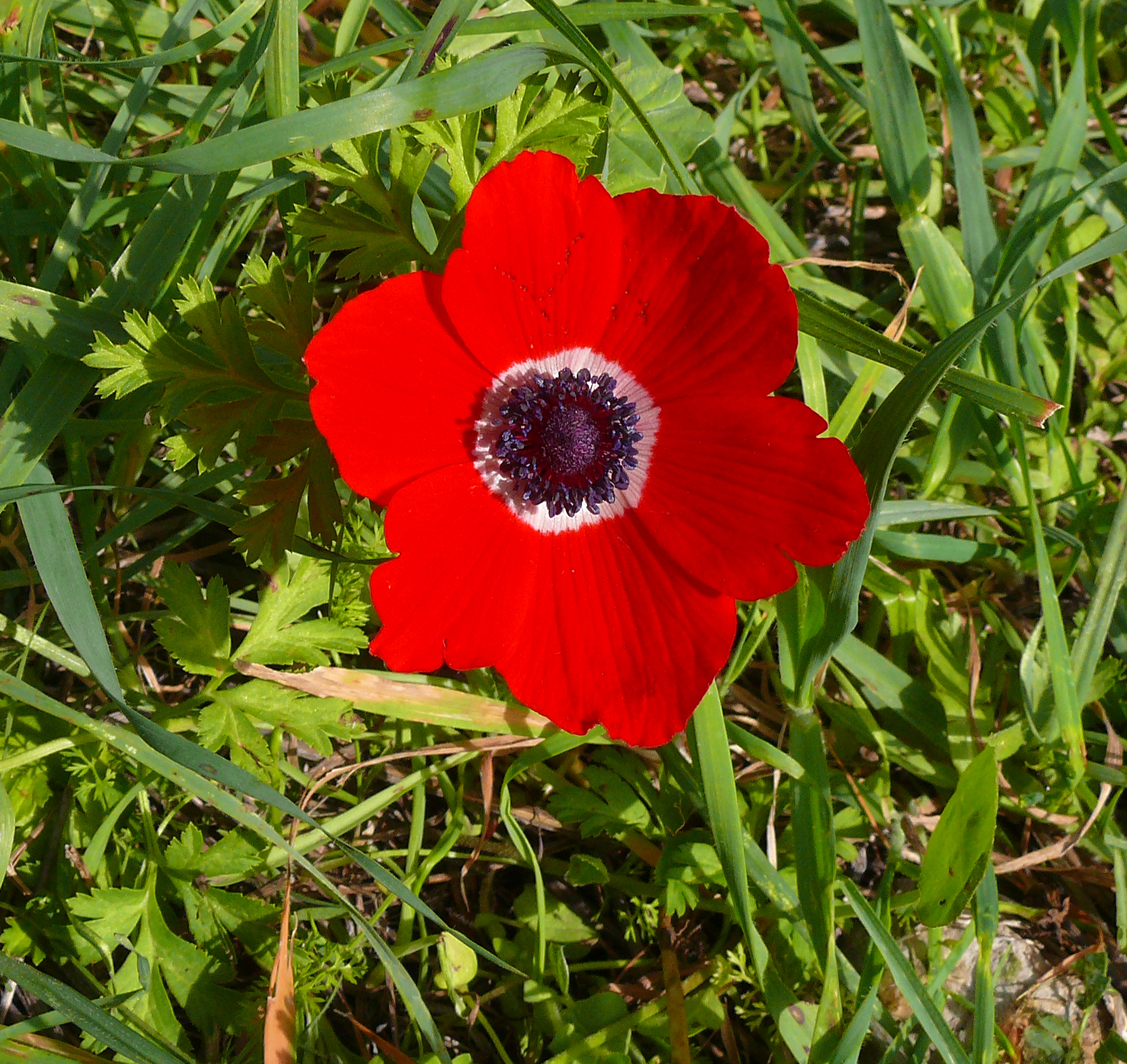
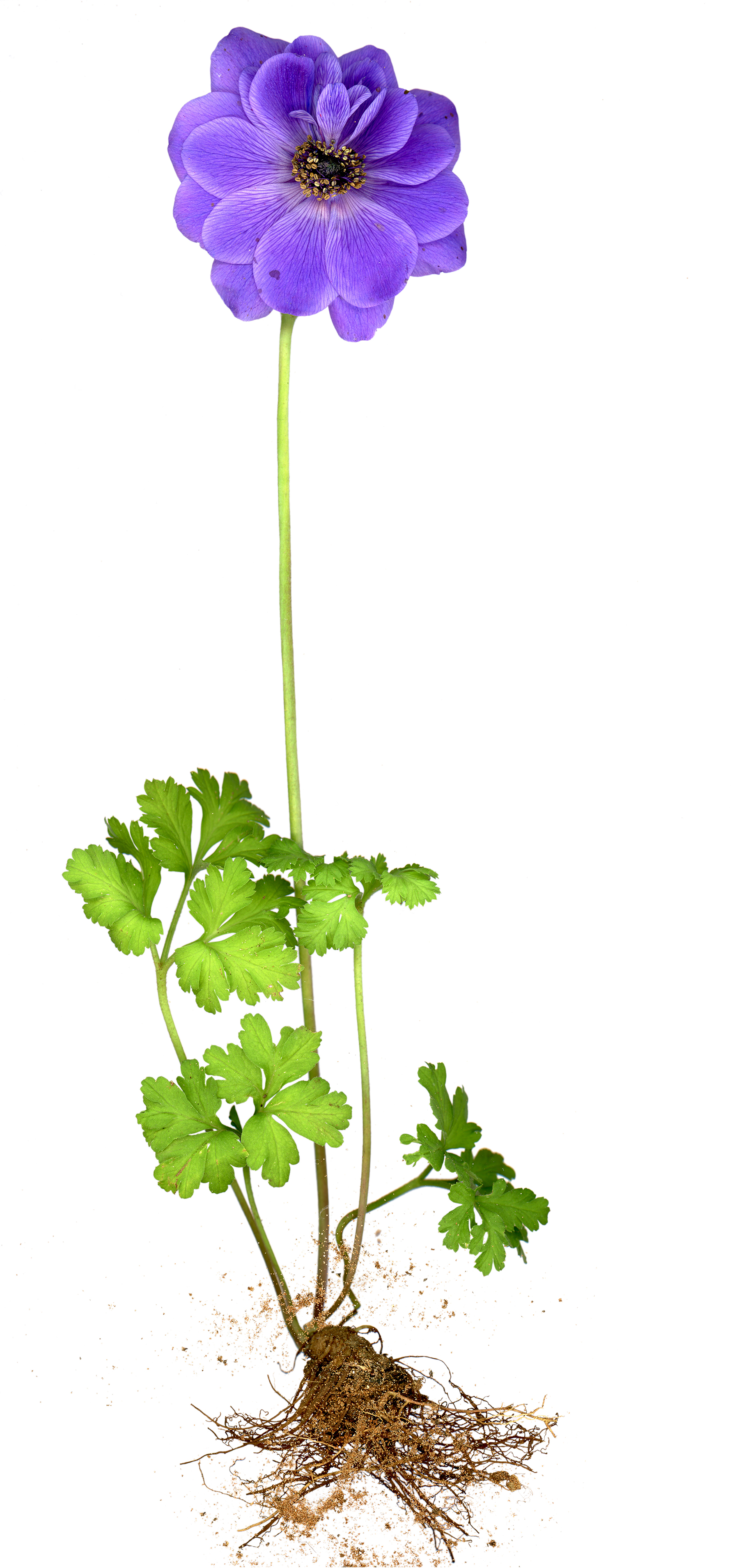
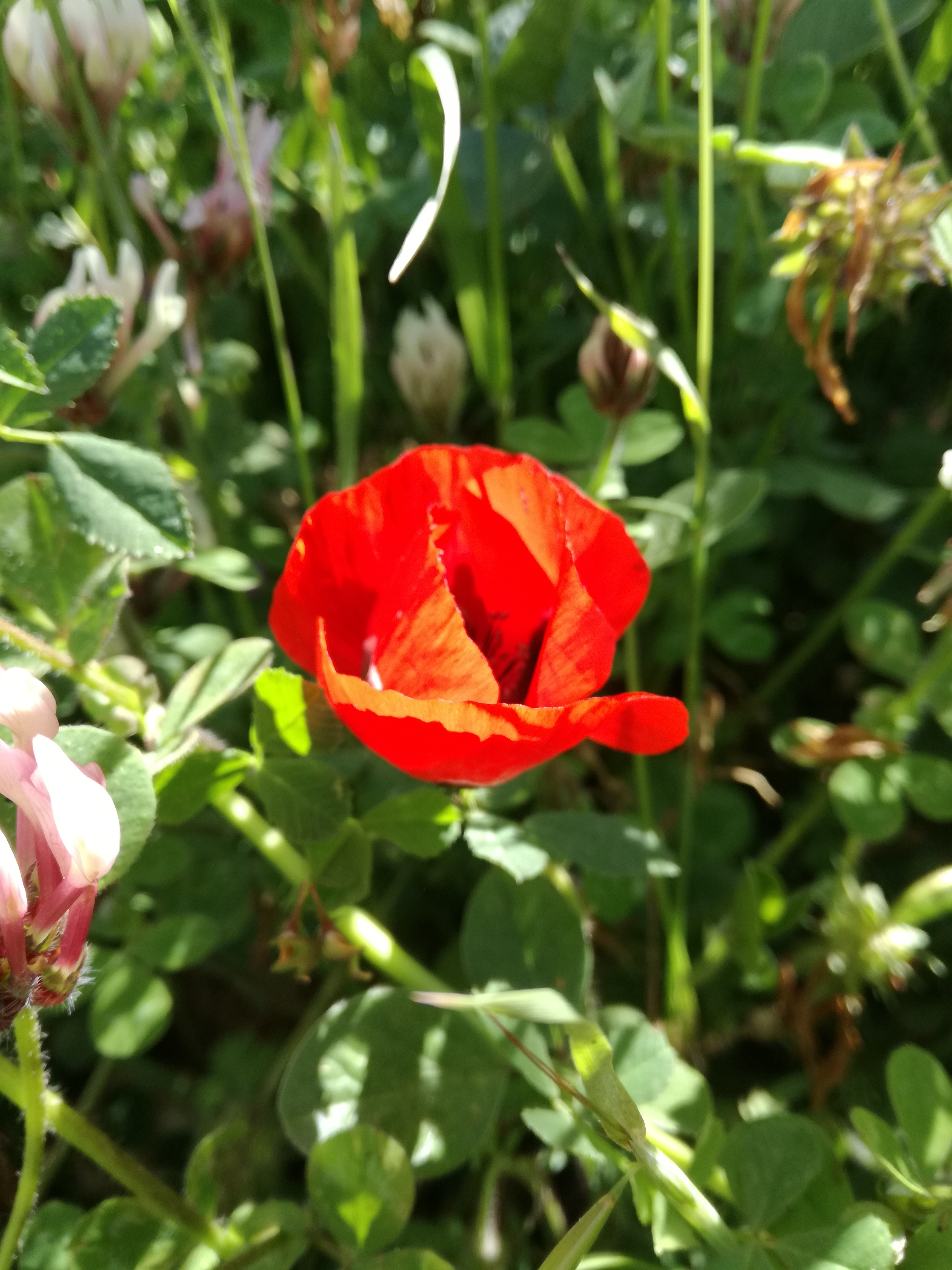